# Cosmophorus roubali
Cosmophorus roubali är en stekelart som beskrevs av Capek 1958. Cosmophorus roubali ingår i släktet Cosmophorus och familjen bracksteklar. Inga underarter finns listade i Catalogue of Life.